# Frederick Deacon
Frederick Horace Deacon (* Januar 1829; † Oktober 1875) war ein belgischer Schachmeister englischer Herkunft.
Deacon gewann während des Provincial-Turniers in London 1851, das im K.-o.-System ausgetragen wurde, einen Wettkampf gegen den Iren W. Gilby (2:1), verlor anschließend aber gegen Charles Edward Ranken (0:2), der dann im Finale Samuel Boden unterlag.
Deacon gewann außerdem Wettkämpfe gegen Edward Löwe (7,5:2,5) 1851 und gegen Carl Mayet (5:2) 1852.
In London 1862 wurde er Zweiter hinter George Henry Mackenzie und kam beim 5. BCA-Congress, ebenfalls in London ausgetragen, auf einen geteilten elften Platz (Adolf Anderssen gewann das Turnier). Ein Jahr später verlor er in London einen Wettkampf gegen Wilhelm Steinitz (1,5 : 5,5).
Laut seiner historischen Elo-Zahl lag er im November 1852 auf dem neunten Platz der Schach-Weltrangliste.